# Ornithogalum pyrenaicum
Ornithogalum pyrenaicum L. è una pianta appartenente alla famiglia delle Asparagacee.

## Descrizione

### Portamento
Pianta erbacea bulbosa.

### Foglie
Le foglie sono lineari scanalate e appassiscono alla fioritura.

### Fiori
Il fusto fiorifero porta una spiga che in seguito si apre rivelando fiori ermafroditi bianco-giallastri.

### Radici
Bulbo allungato con tuniche biancastre.

## Distribuzione e habitat
La specie è diffusa in Europa, Asia Minore e Nord Africa. Presente in Italia ma assente in Sicilia.
Preferisce i terreni umidi.

## Propagazione
Si propaga per seme o separando i bulbilli dal bulbo madre.

## Usi
Sebbene appartenga al genere Ornithogalum, che vanta numerose varietà tossiche (e non poco), questa è una pianta edibile.
I fusti fioriferi vengono lessati e consumati come il più comune asparago coltivato. Si conservano anche sott'aceto.